# Der schwarze Blitz
Der schwarze Blitz ist ein deutscher Skifilm von Hans Grimm aus dem Jahr 1958. Er entstand nach Motiven des Romans Flaggen im Nebel von Kurt Maix.

## Handlung
Der Kunsttischler und leidenschaftliche Skifahrer Michael Kirchner trifft nach einem Jahr die wohlhabende Uschi Bauer wieder, die aus der Stadt zurück in Kirchners Alpendorf gekommen ist und sich im dortigen Hotel einquartiert hat. Während Uschi noch an eine gemeinsame Beziehung glaubt, hat sich Michael längst in das neue Mädchen für alles des Hotels, die junge Gretl Mittermayr, verliebt. Er lehnt Uschis Angebot ab, Mitglied im von ihrem Vater finanzierten Skiclub zu werden.
Im Hotel kommt der ehemalige Skistar Herbert Thanner an. Er lebt mit seiner reichen Frau Daisy in den USA und hatte das Skifahren an ihrer Seite aufgegeben. Die Reise zurück in die Berge sieht er als Flucht vor seinem Leben in Reichtum an, das ihn zum bloßen Chauffeur seiner Frau degradiert hatte. Er versucht, im Ort an seine alten Erfolge anzuknüpfen, steht doch ein großes Rennen bevor. Bedeutung hat der Wettbewerb, da er als Ausscheidungslauf für die Nationalmannschaft gilt. Auch Michael will sich am Rennen beteiligen.
Für das Rennen wird Föhn vorhergesagt. Herbert frohlockt, hat er aus den USA doch ein Spezialwachs mitgebracht, das seine Ski gut auf feuchtem Schnee fahren lässt. Ein Probelauf zeigt tatsächlich einen großen Vorsprung Thanners vor allen anderen Läufern. Thanner hütet das Geheimnis um das Wachs und reagiert schon gereizt, als der kleine Andi Näheres über die Rezeptur erfahren will. Gemeinsam mit Andi versucht Michael ein ähnliches Wachs herzustellen. Als Michael es einigen Freunden vorführt, findet er in seiner Hütte den Beutel mit Thanners Wachs, der offensichtlich gestohlen wurde. Seine Freunde geben sich ahnungslos, sodass Michael die Sache selbst klären will. Als er die Tüte heimlich in Thanners Jacke steckt, überrascht Thanner ihn dabei. Es kommt zur Schlägerei.
Michael gilt nun als Dieb. Er nimmt Uschis Angebot an, mit ihr in die Stadt zu gehen. In der Zwischenzeit will er auf eine Berghütte ziehen. Dort trifft abends die völlig erschöpfte Gretl ein, die an seine Unschuld glaubt. Beide verbringen die Nacht gemeinsam auf der Hütte. Am nächsten Morgen findet am Berg der Probelauf für das Skirennen statt. Die Strecke hat man wegen des Föhns verlegt, wobei eine besonders gefährliche Stelle mit einer Fahne markiert und mit Strohballen abgesichert wird. Der kleine Andi will sich an Thanner rächen, der ihn kurze Zeit vorher als Wachsdieb verdächtigt hatte und auch Michael in die Berge vertrieben hat. Als Thanner auf der Strecke ist, entfernt Andi mit einem Freund die Warnfahne, sodass Thanner schwer stürzt und verletzt liegenbleibt. Entsetzt sieht Andi, was er angerichtet hat und flieht zu Michaels Berghütte, die jedoch verlassen ist.
Michael war mit Gretl skifahren und hat sie mittags verabschiedet. Als er zur Berghütte kommt, wird er bereits von zwei Polizisten erwartet, die ihn abführen wollen. Er entkommt ihnen auf Skiern und stellt sich freiwillig dem Oberwachtmeister. Als er mit dem Verdacht konfrontiert wird, am Unglück Thanners schuld zu sein, kann er als Alibi nur anbringen, auf der Berghütte gewesen zu sein und einen Zeugen dafür zu haben. Gretls Namen verschweigt er. Andis Freund wird auf die Station gebracht und berichtet vom gemeinsamen Streich. Andi ist zudem seit diesem Morgen verschwunden. Auch im Hotel wird Michael vor Thanner entlastet: Gretl verkündet, dass sie die Nacht und den Morgen über mit Michael zusammen gewesen ist. Uschi packt daraufhin ihre Sachen und reist ab.
Es sammeln sich die Männer, um Andi zu suchen. Sie folgen seiner Spur und finden ihn unterhalb eines Berghangs. Es ist schließlich Michael, der den unterkühlten Jungen bergen kann. Michaels Freund Hans Rofele gesteht ihm, dass er das Wachs gestohlen hatte, und Michael vergibt ihm. Unterdessen entschließt sich Thanner, zu seiner Frau zurückzukehren. Er hat sich bei seinem Sturz den Arm gebrochen und erkannt, dass er die erfolgreiche Zeit als Skifahrer nicht zurückholen oder gar einen Sieg erzwingen kann.
Am nächsten Tag findet das große Rennen statt. Rofele, der den Streckenrekord hält, wird vom an letzter Position startenden Michael besiegt. Michael wird gefeiert und findet im Gedränge schließlich Gretl und Andi, mit denen er davongeht.

## Produktion

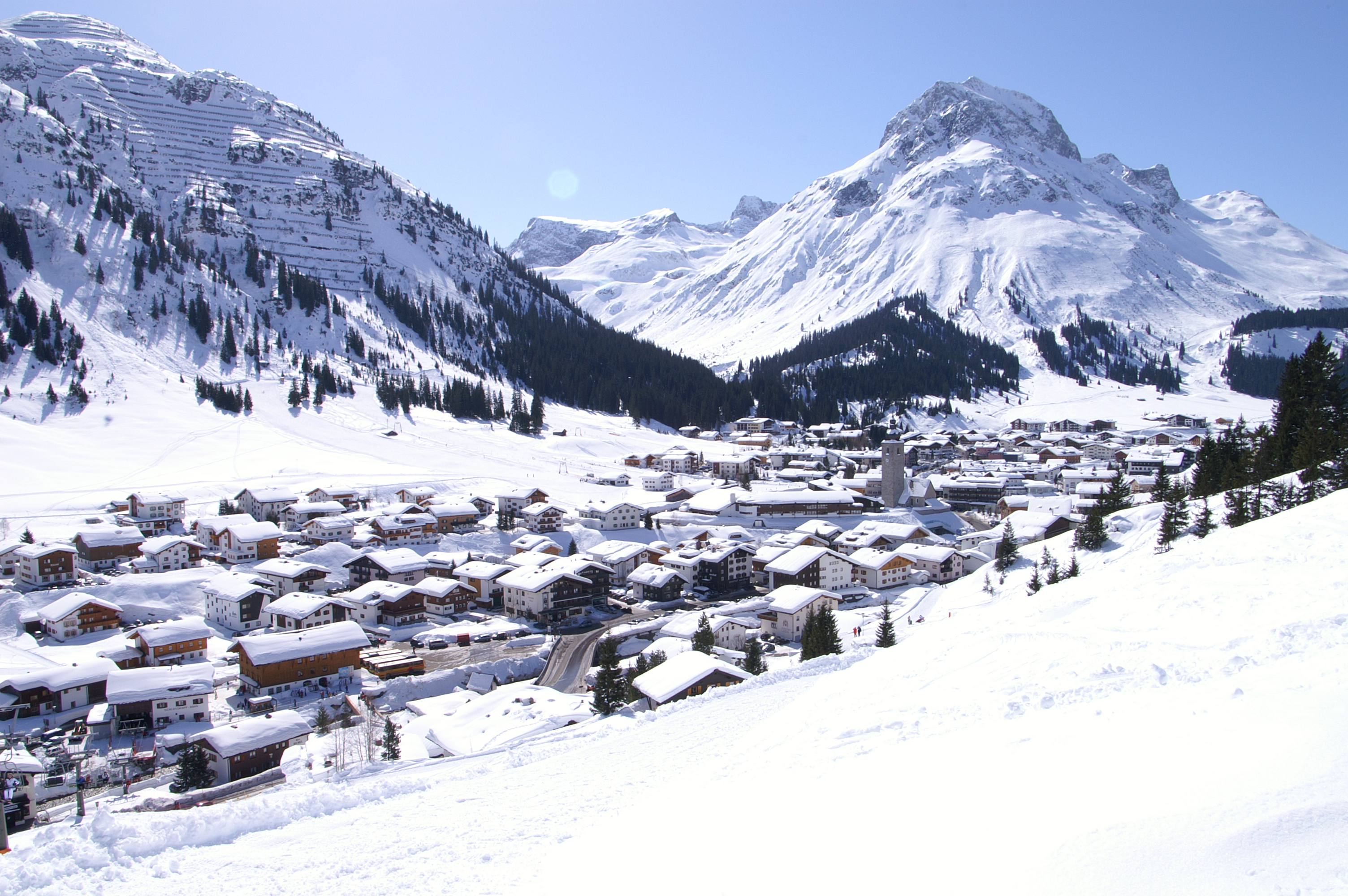
Lech, ein Drehort des Films

Der schwarze Blitz wurde von April bis Mai 1958 in und um St. Christoph am Arlberg in Tirol und Lech am Arlberg gedreht. Der Film erlebte am 15. September 1958 im Stuttgarter Gloria-Palast seine Uraufführung.
Es war nach Ein Stück vom Himmel der zweite Spielfilm, in dem Skirennläufer Toni Sailer mitwirkte. Zum ersten Mal spielte der dreifache Olympiasieger von 1956 dabei einen Skifahrer. Der Filmtitel Der schwarze Blitz spielt dabei auf Sailers Spitznamen an.
Olive Moorefield (* 1932) singt im Film die Lieder Etwas leise Musik und Im Nachtlokal Klein-Chicago. Horst Buchholz, Vico Torriani und Harry Valérien haben im Film Cameo-Auftritte.

## Kritik
Der film-dienst nannte Der schwarze Blitz 1958 eine „unkomplizierte Sport- und Liebesgeschichte“ und befand, dass „man … gut daran [tat], den natürlich gebliebenen Kitzbüheler ‚Skikönig‘ [Toni Sailer] in seinem zweiten Film da einzusetzen, wo er sich sichtlich wohlfühlt: als prächtigen Skifahrer“.
Das 1990 vom film-dienst herausgegebene Lexikon des Internationalen Films bezeichnete Der schwarze Blitz als „freundlich sauberes Unterhaltungsfilmchen mit gelackten Aufnahmen schöner Winterlandschaften“, das „Skias Toni Sailer Gelegenheit [gibt], seine sportlichen Talente und sein schauspielerisches Unvermögen zu zeigen“.
Cinema bemerkte: „Nachdem Toni Sailer 1956 mehrfach olympisches Gold eingefahren hatte, wurde er fürs Winterkino abonniert. Schauspielern konnte er freilich nicht. Fazit: Am Idiotenhügel der Schauspielerei.“